# La Prensa (Gijón)
La Prensa fue un periódico español editado en la ciudad de Gijón entre 1921 y 1936.

## Historia
Fundado en 1921, el diario surgió por iniciativa de Felipe Requejo, Julián Ayesta Manchola y Félix González. La Prensa salió a la calle el 1 de junio de 1921. El primer director fue Antonio Camacho Pichardo. Fue sucedido unos meses más tarde por Joaquín A. Bonet. El diario, que estaba abonado a los servicios de agencia Febus, llegó a contar una extensa red de corresponsales.
La Prensa no tardó en consolidarse como uno de los periódicos más populares de Gijón. Definido por Joaquín A. Bonet como un diario católico, «de orientación literaria, informativa y deportivista», durante los años de la Segunda República mantuvo una línea editorial aséptica y monarquizante. Coexistió con otras publicaciones gijonesas, como El Noroeste. Continuó editándose hasta el comienzo de la Guerra civil; publicó su último número el 19 de julio de 1936.
Tiempo después de su desaparición el diario falangista Voluntad reutilizó su maquinaria.

## Colaboradores
A lo largo de su historia contó con las colaboraciones de, entre otros, Wenceslao Fernández Flórez, Concha Espina, José Calvo Sotelo, Enrique Cangas, Ramón Gómez de la Serna, Adolfo de Sandoval, etc. El director del diario, Joaquín Alonso Bonet, también fue autor de numerosos textos de carácter cultural e histórico.